# Pirnat
Pirnat je 189. najbolj pogost priimek v Sloveniji, ki ga je po podatkih Statističnega urada Republike Slovenije na dan 31. decembra 2007 uporabljalo 939 oseb, na dan 1. januarja 2010 pa 932 oseb in je bil po pogostosti uporabe na 193. mestu 

## Znani nosilci priimka
- Alojz Pirnat (*1947), teolog in pedagog
- Alj(oš)a Pirnat, biologinja, naravovarstvenica?
- Alojzij Pirnat (u. 1935?/1913-2002), ljubljanski pasar, sodelavec Jožeta Plečnika
- Anastazija Pirnat (*1996), slikarka
- Andrej Pirnat (1817—1888), pesnik
- Avguštin Pirnat (1914—87?), slovenist, radijski lektor, prevajalec
- Beno Pirnat, kitarist
- Bernard Pirnat (1862—1939), organist, skladatelj, cerkveni glasbenik
- Jakob Pirnat (1847—1924), pravnik, mecen
- Janez Pirnat (1932—2021), kipar, publicist
- Janez Pirnat (*1960), gozdar, krajinski ekolog
- Jani Pirnat (*1974), umetnostni zgodovinar, konceptualni umetnik
- Jernej Pirnat (Pernat) (1832—?), pesnik
- Jože (Joško) Pirnat - Jozl (1950—2018), jamar, kartograf
- Makso Pirnat (1875—1933), poljudni publicist, slavist, kulturni in planinski delavec
- Marta Pirnat Greenberg (*1959), jezikoslovka slovenistka, prevajalka
- Martin Pirnat (*1979), hokejist
- Miha(el) Pirnat st. (1924—2022), slikar in konservator
- Miha Pirnat (ml.) (*1967), konservator, restavrator
- Nikolaj Pirnat (1903—1948), kipar, risar, ilustrator
- Nina Pirnat (*1965), epidemiologinja, strok. za javno zdravje, državna funkcionarka
- Nina Pirnat Spahić (*1956), umetnostna zgodovinarka, galeristka
- Peter Pirnat (*1968), kulturni delavec, (zborov.) pevec, lastnik gradu Tuštanj
- Primož Pirnat (*1975), igralec
- Priscila Gulič Pirnat, vodja Osrednje humnaistične knjižnice (FF UL)
- Rajko Pirnat (*1951), pravnik, politik in univerzitetni profesor
- Stane Pirnat - Bingelj, speleolog (jamar)
- Stanko Pirnat (1859—1899), skladatelj, pravnik
- Tomaž Pirnat (*1973), zborovodja, dirigent
- Veso Pirnat - Brolski (*1941), pesnik, pisatelj, publicist, grafik, freskant (inovator)
- Viktor Pirnat (1895—1973), pisatelj, prevajalec, urednik, publicist, gledališčnik
- Vladimir Pirnat (1938—2012), slikar, ilustrator
- Vladimir Pirnat (*1949), slikar...?
- Vladimir Pirnat (1950—2025), zdravnik in psiholog
- Zlata Pirnat Cognard (1912—2009), mladinska pisateljica, publicistka, kulturna delavka
- Žiga Pirnat (*1984), glasbeni producent, skladatelj, dirigent, aranžer, skorajšnji doktor jezikoslovja in bivši diplomat?